# Flocourt

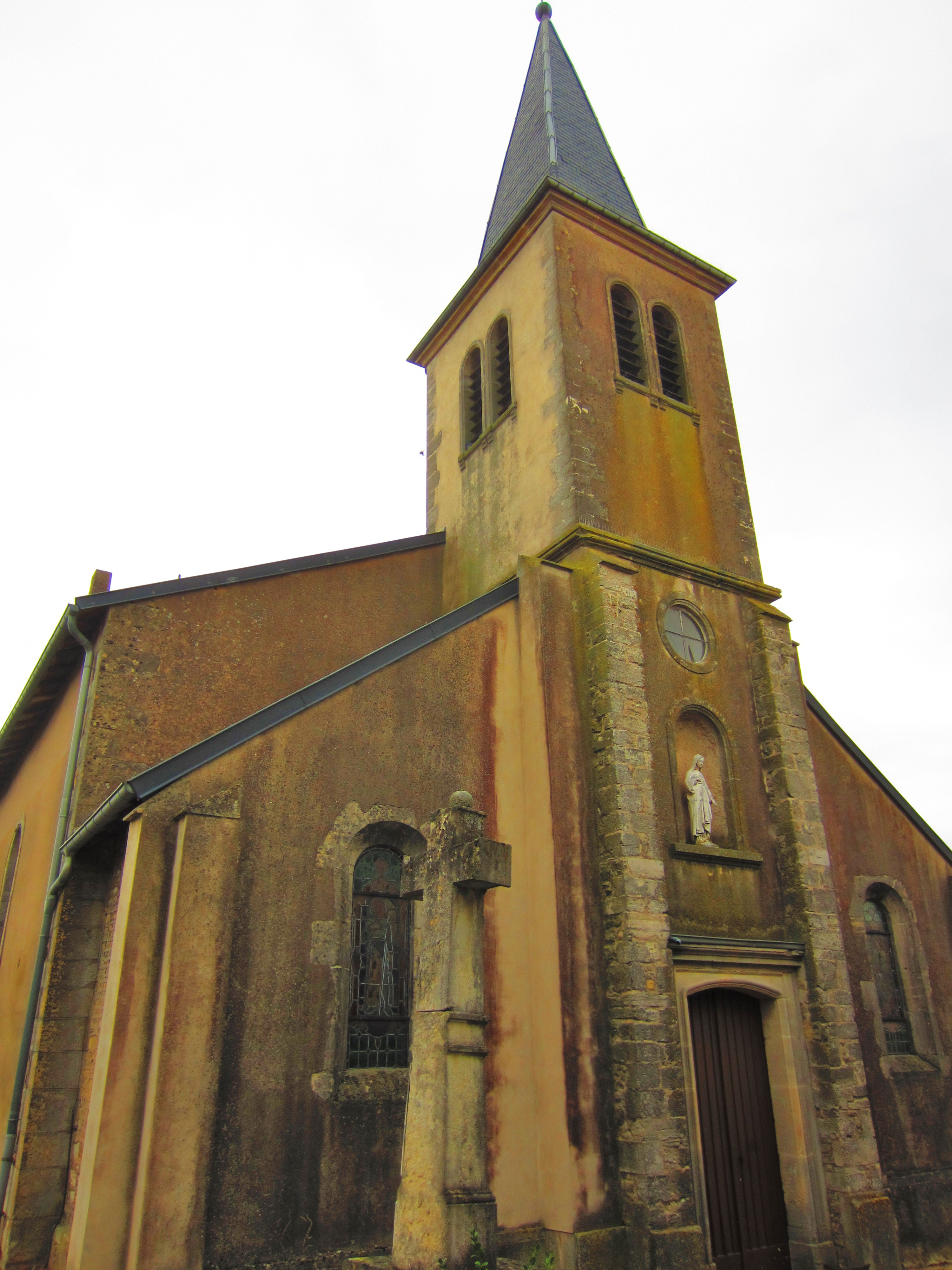
Kirche St. Laurent

Flocourt ist eine französische Gemeinde mit 129 Einwohnern (Stand 1. Januar 2022) im Département Moselle in der Region Grand Est (bis 2015 Lothringen). Sie gehört zum Arrondissement Metz.

## Geographie
Die Gemeinde liegt in Lothringen, 25 Kilometer südöstlich von Metz uns 18 Kilometer südöstlich von Pange, auf einer Höhe zwischen 226 und 273 m über dem Meeresspiegel. Das Gemeindegebiet umfasst 4,51 km².

## Geschichte
Die Ortschaft gehörte im Mittelalter zum Bistum Metz. Das Dorf wurde 1050 erstmals erwähnt, es finden sich aber die Überreste einer Villa aus der Römerzeit.
Durch den Frankfurter Frieden vom 10. Mai 1871 kam die Region an das deutsche Reichsland Elsaß-Lothringen, und das Dorf wurde dem Landkreis Metz im Bezirk Lothringen zugeordnet. Die Dorfbewohner betrieben Getreidebau, Geflügelzucht und Leinweberei. Im Dorf gab es eine gemischte Schule.
Nach dem Ersten Weltkrieg musste die Region aufgrund der Bestimmungen des Versailler Vertrags 1919 an Frankreich abgetreten werden. Im Zweiten Weltkrieg war die Region von der deutschen Wehrmacht besetzt.
Von 1915 bis 1919 trug das Dorf den eingedeutschten Namen Flodoaldshofen bzw. von 1941 bis 1944 Flodalshofen.

### Demographie
| Jahr      | 1962 | 1968 | 1975 | 1982 | 1990 | 1999 | 2007 | 2019 |
| Einwohner | 132  | 128  | 96   | 104  | 114  | 120  | 128  | 119  |